# Conrad von Pyhy
Conrad von Pyhy (født ca. 1500 i Frankfurt am Main, død 1553) var en svensk embedsmand af tysk oprindelse. Han tjente som svensk rigskansler for Gustav Vasa fra 1538 til 1543, hvor han faldt i unåde og blev fængslet i Västerås slot, hvor han døde i 1553.